# Sphecodopsis capensis
Sphecodopsis capensis är en biart som först beskrevs av Heinrich Friese 1915.  Sphecodopsis capensis ingår i släktet Sphecodopsis och familjen långtungebin. Inga underarter finns listade i Catalogue of Life.